# Sheree Murphy
Sheree Murphy (Islington, Londres; 22 de agosto de 1975) es una actriz y presentadora inglesa, más conocida por haber interpretado a Eva Strong en la serie Hollyoaks y a Tricia Dingle en Emmerdale Farm.

## Biografía
Es muy buena amiga de Coleen Rooney y de Alex Gerrard.
En 2000 comenzó a salir con el futbolista Harry Kewell, con quien se casó el 23 de mayo de 2003. La pareja tiene cuatro hijos: Taylor (2001), Ruby Heather Toni (2003), Matilda (19 de marzo de 2008) y Dolly Kewell (14 de enero de 2012).

## Carrera
En 1997 interpretó a Laura Evans durante el episodio "These Foolish Things" en la serie The Bill, anteriormente apareció por primera vez en la serie en 1996 donde interpretó a Lizzie durante el episodio "Animal". 
En el 2005 participó en la quinta temporada del programa I'm a Celebrity, Get Me Out of Here donde quedó en segundo lugar.
En 1998 apareció por primera vez en la exitosa serie británica Emmerdale Farm donde interpretó a Patricia "Tricia" Stokes, la exesposa de Marlon Dingle (Mark Charnock). Sheree regresó a la serie en el 2000 y apareció de forma recurrente hasta el 2004, después de que su personaje muriera luego de sufrir un daño cerebral y un paro cardíaco luego de ser llevada al hospital luego de ser aplastada por una chimenea.
El 23 de abril de 2010 se unió al elenco recurrente de otra exitosa serie británica Hollyoaks donde interpretó a la asistente personal Tania Evette "Eva" Strong hasta el 20 de enero de 2011.
El 19 de septiembre del 2014 se unió al elenco recurrente de la serie australiana Neighbours donde interpretó a la empresaria Dakota Davies, hasta ese mismo año. El 26 de marzo realizó una aparición especial en la serie durante un episodio.

## Filmografía

### Series de televisión
| Año               | Título                    | Personaje                | Notas                            |
| ----------------- | ------------------------- | ------------------------ | -------------------------------- |
| 2014, 2018        | Neighbours                | Dakota Davies            | 13 episodios                     |
| 2010 - 2011       | Hollyoaks                 | Eva Strong               | 30 episodios                     |
| 2006              | The Royal                 | Tanya Wilson             | episodio "From This Day Forward" |
| 1998, 2000 - 2004 | Emmerdale Farm            | Patricia "Tricia" Dingle | 38 episodios                     |
| 1998              | Berkeley Square           | Florrie Smith            | 4 episodios                      |
| 1997              | The Bill                  | Laura Evans              | episodio "These Foolish Things"  |
| 1986              | Only Fools and Horses.... | Dawn                     | episodio "Heroes and Villains"   |

### Películas
| Año  | Título              | Personaje | Notas                  |
| ---- | ------------------- | --------- | ---------------------- |
| 1988 | Salome's Last Dance | Niña      | junto a Glenda Jackson |

### Apariciones
| Año         | Programa                            | Notas                       |
| ----------- | ----------------------------------- | --------------------------- |
| 2009        | Cowboy Builders                     | presentadora                |
| 2006 - 2007 | Loose Women                         | 36 episodios - presentadora |
| 2007        | Soapstar Superstar: Bonus Tracks    | 9 episodios - presentadora  |
| 2005        | I'm a Celebrity, Get Me Out of Here | concursante                 |

## Premios y nominaciones
| Año  | Categoría                                   | Premio                     | Serie          | Resultado |
| ---- | ------------------------------------------- | -------------------------- | -------------- | --------- |
| 2004 | Best Exit                                   | British Soap Award         | Emmerdale Farm | Ganadora  |
| 2004 | Best Soap Actress                           | TV Quick & TV Choice Award | Emmerdale Farm | Nominada  |
| 2004 | Best Soap Storyline (junto a Mark Charncok) | TV Quick & TV Choice Award | Emmerdale Farm | Nominados |